# Gheorghe G. Mironescu
Gheorghe G. Mironescu (Vászló, 1874. január 28. – Bukarest, 1949. október 8.) román politikus, a Nemzeti Parasztpárt (PNȚ) tagja, két cikluson át Románia miniszterelnöke volt.

## Életrajz
A vászlói születésű Mironescu 1894-ben diplomázott a Bukaresti Egyetem jogi karán, majd a következő évben az irodalom és filozófia karán. 1898-ban jogi doktorátust szerzett a párizsi Sorbonne-on. 1900-ban az Ilfov megyei törvényszéken ügyésznek nevezték ki, 1900 és 1901 között államügyészként dolgozott. 1903-tól 1939-ig jogászprofesszor volt az alma materében, majd 1938-ban a Román Akadémia tiszteletbeli tagjává választották. Kezdetben a Konzervatív Párthoz csatlakozott, majd 1908-ban átállt Take Ionescu új Konzervatív-Demokrata Pártjába. A szövetségesek oldalán Románia első világháborúba lépésének szószólójaként 1917 és 1918 között Párizsban tartózkodott, és vezércikkeket írt a francia sajtóban és különösen a La Roumanie- ban. 1922 végén belépett a Román Nemzeti Pártba, amely 1926-ban átalakult a Nemzeti Parasztpárttá (PNȚ). 1911 - ben beválasztották a Képviselőházba, 1914-ben szenátor lett.
Első kormányzati szerepét Ionescu kabinetjében töltötte, 1921 decemberétől a következő hónapig, amikor oktatási miniszterként dolgozott. 1926 után a PNȚ egyik legismertebb vezetője lett, egy olyan proautoritánus frakció főalakja, amely eltökélten szembehelyezkedett olyan baloldali csoportokkal, mint Nicolae L. Lupu, Petre Andrei, Mihai Ralea és Armand Călinescu. 1928 novemberétől 1930 októberéig külügyminiszterként dolgozott Iuliu Maniu első két kabinetjében. Mint ilyen, részt vett a két hágai jóvátételi konferencián, és támogatta Aristide Briand szövetségi Európára vonatkozó javaslatát.

1930-ban II. Károly román király inkognitóban tért vissza Romániába (hamis útlevéllel). 1930. június 7-én reggel a kormány összehívta a parlamentet, hogy érvénytelenítse az 1926. január 4-i aktust, amellyel Károly lemondott a trónról. Károlyt kiáltották ki Románia új királyának, saját fia, Mihály helyére. Maniu lemondott, és Gheorghe Mironescu vezetésével új PNȚ-kormány alakult, amely 1930. június 8-án II. Károlyt helyezte vissza a trónra. A kabinetet Miklós román királyi herceg a következő szavakkal üdvözölte:
– Ön arra hivatott, hogy beteljesítse Ferdinánd király álmát, és Ön a legalkalmasabb erre.
A PNȚ ezt követően hatályon kívül helyezte az 1926-os törvényeket, amelyek akadályozták volna, hogy Károly örökölje a koronát. Azonban ezzel alkotmányos válságba került, mivel Constantin Sărățeanu és Miron Cristea pátriárka tiltakozásul lemondott a régensségről. A problémát azonban  gyorsan megoldották, mivel a parlament két háza törvényt fogadott el, amely Károly koronát és Mihály Gyulafehérvári Nagyvajda tiszteletbeli méltóságát adományozta. Még aznap este Mironescu lemondott, hogy a király új kormányt nevezzen ki.
A királynak a széleskörű koalíciós kormányra vonatkozó terve nem valósult meg. Károly felajánlotta a miniszterelnöki kinevezést Maniunak (aki egészségügyi okokra hivatkozva visszautasította azt. De a valóságban Maniu csalódott volt Károly Magda Lupescu-val folytatott botrányos kapcsolata miatt), majd Constantin Prezan tábornoknak (akit a Nemzeti Liberális Párt elutasított). Végül a király lemondott a nagy koalícióra vonatkozó tervéről, és elismerte Maniu egyszerű többségi vezetői mandátumát. Mironescu abban az időben külügyminiszteri poszton maradt.
Második hivatali idején Ion Mihalache volt a belügyminiszter, és Károly király nagy támogatója, Mihail Manoilescu volt a gazdasági miniszter. Ekkor történt a Vasgárda néven ismert szélsőjobboldali mozgalom törvényen kívül helyezése és vezetőjének Corneliu Zelea Codreanu letartóztatása, akit később bíróság elé állítottak de felmentették az ellene felhozott vádak alól). Mironescu mindazonáltal hozzájárult a fasizmus terjedéséhez, mivel az ő kormánya volt az első azon kormányok sorában, amelyek a nagy gazdasági világválsággal szembesülve csökkentették az állami alkalmazottak fizetését. Ők hamarosan a Codreanu által javasolt forradalmi megoldásokat kezdték támogatni. További gazdasági intézkedései között szerepelt külföldi hitel felvétele, a mezőgazdasági termékek exportadójának megszüntetése és útépítési projekt elindítása. A kabinetet végül maga a király menesztette, aki Nicolae Iorga vezetésével egy technokrata kormány kiépítésére tett kísérletet.
Alexandru Vaida-Voevod kormányában 1932 júniusa és augusztusa között pénzügyminiszter, 1933 januárja és novembere között pedig belügyminiszter volt. 1932 októberétől 1933 novemberéig miniszterelnök-helyettes is volt.
1943 elején, a második világháború idején Mironescu megbízást kapott arra, hogy közeledjen Horthy Miklós Magyarországi vezetéséhez. A román Ion Antonescu arra törekedett, hogy a két ország új területi rendezést érjen el, és a tengelyhatalmaktól való függésből pedig közös fellépéssel szabaduljanak meg. Tárgyalásokat kezdett Bánffy Miklós bukaresti küldöttségével (június 9-én), de ezek a tárgyalások véget értek, amikor a két fél nem tudott megállapodni az akkor Magyarország által birtokolt Észak-Erdély jövőbeni státusáról.
Mironescu 1949-ben Bukarestben hunyt el.

## Fordítás
Ez a szócikk részben vagy egészben  a   Gheorghe Mironescu című angol Wikipédia-szócikk ezen változatának fordításán alapul.  Az eredeti cikk szerkesztőit annak laptörténete sorolja fel. Ez a jelzés csupán a megfogalmazás eredetét és a szerzői jogokat jelzi, nem szolgál a cikkben szereplő információk forrásmegjelöléseként.